# Neolitsea stenophylla
Neolitsea stenophylla är en lagerväxtart som beskrevs av Gen-Iti Koidzumi. Neolitsea stenophylla ingår i släktet Neolitsea och familjen lagerväxter. Inga underarter finns listade i Catalogue of Life.